# Hornburg
Hornburg – dzielnica gminy Schladen-Werla w Niemczech w kraju związkowym Dolna Saksonia, w powiecie Wolfenbüttel. Do 31 października 2013 miasto wchodzące w skład gminy zbiorowej Schladen, która dzień później została rozwiązana. Liczba mieszkańców w roku 2008 wynosiła 2 632.

## Współpraca
Miejscowość partnerska:
- Osterwieck, Saksonia-Anhalt